# 田中央 (彰化縣溪湖鎮)
田中央，是臺灣彰化縣溪湖鎮的一個地名，位於該鎮西部。相較於今日行政區，其範圍大致包括田中里、河東里不含南端及最北端一小部分，以及埔鹽鄉太平村東南端一小部分。

## 歷史
台灣清治末期至日治初期，田中央地區為一街庄，稱為「田中央庄」，隸屬於二林上堡。該庄西北與浸水庄為鄰，北與三省庄、大突庄為鄰，東與汴頭庄為鄰，東南邊為西勢厝庄，西南邊及西邊為塗仔崙庄、挖仔庄。
1901年（日治明治三十四年）11月，全台廢縣廳改設二十廳，該庄隸屬於彰化廳。1903年（明治三十六年）6月，該庄編入「溪湖區」，隸屬於彰化廳。1909年（明治四十二年）10月，合併二十廳為十二廳，溪湖區改隸屬於臺中廳。1920年（大正九年），廢廳、支廳、區、街庄（舊制）改設州、郡、街庄（新制）、大字，該庄改制為「田中央」大字，隸屬於臺中州員林郡溪湖庄。1938年，溪湖庄升格為溪湖街。
戰後溪湖街改制為溪湖鎮，隸屬於臺中縣，大字亦改制為里。1950年10月，中、彰、投分治，溪湖鎮改隸屬彰化縣。

## 聚落
本地區發展較早的聚落有田中央、斗門頭、車店、竹頭仔、外四塊厝等，在日治期初期的官方地圖上已有記載。

## 交通
縣道135甲線（河東路、二溪路二段、環河路二段）是埔鹽鄉盧厝至溪湖鎮、田尾鄉、埤頭鄉三界點鹿島橋的道路，大致以北北西—南南東走向由本地區西北部凸出部分的北側偏西入境後，繞大彎轉西北西—東南東走向至縣道148號路口，轉西南與其共線一段路至環河路二段路口，轉南南東獨行後到達本地區西部邊界地帶並沿東螺溪北岸行一段路後出境。由該道路向北北西可前往三省西南部、三省與浸水交界地帶、浸水中部、石埤腳、牛埔厝並止於其北部盧厝聚落東南側的縣道135號路口，向南南東可前往塗子崙東部、西勢厝並止於其南部省道台19線東螺溪鹿島橋北側路口。
縣道148號（二溪路二段～一段）是王功至草屯的道路，大致西南—東北走向由本地區西部邊界北側入境後，經右側縣道135甲線路口後與其共線一段路，過義和一圳外四塊厝橋後經左側縣道135甲線路口後獨行並繞大彎轉東微北，續行經本地區北部邊界地帶後於本地區北部邊界東側出境。由該道路向西南轉西北西可前往二林北部、芳苑的王功等地，向東微北可前往溪湖市區、國道1號員林交流道、埔心、員林、芬園、草屯等地。
鄉道彰40線（北聖路）是水尾至田中央的道路，其東南側端點位於本地區北部邊界地帶東側的縣道148號路口。由此向西北可前往大突西南部、三省並止於其西北部水尾聚落的鄉道彰38-1線路口。
鄉道彰43線（北大路）是山寮至田中央的道路，其南側端點位於本地區北部邊界中央偏東的縣道148號路口。由此向北北東可前往大突、頂寮並止於其北部偏西山寮聚落的縣道135號路口。
鄉道彰132線（湖南路西側延伸道路、田中央路二段、竹頭子路）是溪湖至竹頭仔的道路，其西南側端點位於本地區西南部竹頭子聚落西側的義和一圳橋頭。由此向東北蜿蜒繞過竹頭子聚落北側後轉東微南，至田中央路二段路口轉北北東，至湖南路西側延伸道路路口轉東再順路轉東南，至本地區東部邊界地帶的福德路路口轉東北沿邊界行一小段路後出境，可前往汴頭並止於其東部的省道台19線路口。